# Barleta
Barleta Bacău este o companie producătoare de ambalaje din hârtie din România.
Cea mai mare pondere a ambalajelor fabricate de Barleta o au cele destinate industriei de morărit și de panificație, compania deținând pe acest segment o cotă de piață de 70-75% în anul 2007.
Cifra de afaceri:
- 2003: 3 milioane euro[1]
- 2000: 1,8 milioane euro[1]